# Rhizochilus
Rhizochilus là một chi ốc biển, là động vật thân mềm chân bụng sống ở biển thuộc họ Muricidae, họ ốc gai.

## Các loài
Các loài thuộc chi Rhizochilus bao gồm:
- Rhizochilus antipathum Steenstrup, 1850

Các loài được đưa vào đồng nghĩa
- Rhizochilus exaratus Pease, 1861: đồng nghĩa của Coralliophila erosa (Röding, 1798)
- Rhizochilus madreporarum Sowerby[2]: đồng nghĩa của Coralliophila monodonta (Blainville, 1832)
- Rhizochilus radula A. Adams, 1855: đồng nghĩa của Coralliophila radula (A. Adams, 1855)
- Rhizochilus squamosissimus E.A. Smith, 1876: đồng nghĩa của Coralliophila squamosissima (E.A. Smith, 1876)
- Rhizochilus teramachii Kuroda, 1953: đồng nghĩa của Rhizochilus antipathum Steenstrup, 1850